# Manoelovo gledališče
Manoelovo gledališče (malteško It-Teatru Manoel) je gledališče in pomembno prizorišče umetnosti na Malti. Pogosto ga imenujejo preprosto Manoel. Imenuje se po velikem mojstru ivanovcev bratu Antoniu Manoelu de Vilheni, ki je leta 1731 naročil njegovo gradnjo. Gledališče je znano po tem, da je tretje najstarejše v Evropi delujoče gledališče (starejše od San Carla v Neaplju) in najstarejše gledališče, ki še vedno deluje v  Skupnosti narodov. 
Gledališče je na ulici Starega gledališča (Old Theatre street, malteško Triq it-Teatru l-Antik) v Valletti. Je narodno gledališče in sedež Malteške filharmonije (malteško Orkestra Filarmonika Nazzjonali). Najprej se je imenovalo Teatro Pubblico, leta 1812 je postalo Teatro Reale ali kraljevo gledališče in leta 1866 je dobilo današnje ime. Prva predstava je bila tragedija Francesca Scipioneja, markiza di Maffei, Merope. Gledališče je majhno, ima 623 sedežev, ovalni avditorij, tri stopnje lož, zgrajene v celoti iz lesa, okrašene z zlatimi listi in bledo modrim iluzionističnim stropom, ki je podoben okrogli kupoli. Zgradba je spomeniško zaščitena, 1. razreda, je na seznamu malteške kulturne dediščine (Malta's Superintendence of Cultural Heritage), pa tudi Malteške uprave za okolje in načrtovanje (MEPA). 

## Zgodovina
Pred gradnjo gledališča so bile dramske in amaterske gledališke predstave v dvoranah in prvem nadstropju (piano nobiles) viteških hiš (auberges). To so bile palače, zgrajene za posamezne skupnosti reda. Italijanska skupnost je pogosto prirejala take predstave, ki so jih pripravili vitezi v svojih hišah. V zapisih skupnosti je celo navedeno, da so 2. februarja 1697 nekateri malteški gospodje predstavili igro v Italijanski hiši (Auberge d'Italie). Ženskam ni bilo dovoljeno obiskovati teh dogodkov po incidentih med karnevalskim praznikom leta 1639.
Leta 1731 je António Manoel de Vilhena naročil in osebno financiral gradnjo stavbe, ki naj bi bila  javno gledališče "za pošteno razvedrilo ljudi". Veliki mojster je kupil dve hiši od samostana Navarre s fasado na današnji Old Theatre Street za 2186 skudov. Ima ravno fasado v skladu z manierističnim slogom Vallette in tri nadstropja z mezaninom nad pritličjem. Fasada ima vrata z nadgradjo odprtega balkona s kamnito balustrado, ki ga podpirajo tri težke spiralne konzole. Notranjost je urejena v rokokojskem slogu. Gledališče je mogoče zasnoval Romano Carapecchia, zgradila pa sta ga Francesco Zerafa in Antonio Azzopardi.
Gradnja je bila končana v desetih mesecih. Morda zato, ker so bile spremenjene tri sosednje hiše in vključene v gledališče. Gledališče naj bi bilo zgrajeno po zgledu sodobnega palermskega gledališča.  Njegov avditorij je bila prvotno polkrožen ali podkvast z osvetljenim parterjem, ki se je uporabljal kot majhno plesišče. Prva gledališka predstava, ki je bila  9. januarja 1732 v Teatro Pubblico, je bila klasična tragedija Merope Scpioneja Maffeja.  Igralci so bili vitezi sami, kulise pa je oblikoval glavni vojaški arhitekt vitezov Francois Mondion.
26. januarja 1732 je bila uprizorjena satirična in protiklerikalna predstava Il bacchettiere falso Girolama Giglija. 18. januarja 1769 je bila predstava Il trionfo di Minerva Lentisca Adrastea ob rojstnem dnevu velikega mojstra Manuela Pinta da Fonsece. Podobne časti je bil deležen tudi Ferdinand von Hompesch zu Bolheim, ko je postal veliki mojster.  Ob tej priložnosti se je Hompesch z balkona zahvalil tako, da je vrgel pest zlatnikov množici ljudi, ki so se zbrali. V naslednjem polstoletju so bile na sporedu lirične opere gostujočih skupin profesionalcev ali amaterskih skupin vitezov ter francoske tragedije ali italijanske komedije. Dela Johanna Adolfa Hasseja, Niccola Piccinnija in Baldassarja Galuppija so bila v zgodnjih letih zelo priljubljena.
Na začetku sta bila upravljanje gledališča in cenzura predstav zaupana višjemu vitezu, imenovanemu  zavetnik (protettore).  Prvi znani impresarij je bil Melchiorre Prevvost Lanarelli leta 1736 in zadnji Giovanni Le Brun leta 1866. Od leta 1768 do 1770 je bila impresarijka  Natala Farrugia. Pri postavitvi gledališča je veliki mojster de Vilhena določil najemnino, ki jo je plačal impresarij (320 skudov letno). Ko so v bili gledališču plesi ali veglioni (plesi v maskah), so postavili oder.  22. avgusta 1778 so bili sprejeti predpisi za razsvetljavo gledališča in hodnikov ob takih priložnostih, senčenje luči je bilo prepovedano. Da bi se izognili škandalom, so gledališkim skupinam prepovedali, da bi prespale v gledališču, kar je bilo takrat običajno. Nekaj let pozneje, leta 1783, je bil Teatro Pubblico precej spremenjen in okrašen, zasnovan po idejah rimskega arhitekta Nataleja Marinija. Inkvizitorji in številni vitezi so občudovali načrt, tako da so se pooblaščenci  gledališkega sklada odločili, da dodajo 49 skudov na Marinijev račun. 
Prva znana opera Nicolasa Isouarda Casaciello perseguitato da un mago je bila tukaj izvedena leta 1792, leta 1798 pa je Isouard postal direktor tega gledališča, potem ko je Francija zasedla Malto. Nadaljeval je premiere drugih oper. V Manoelu je bilo v tem času izvedenih več Isouardovih del, tudi Avviso ai Maritati in Artaserse. Francoska vlada na Malti je bila kratkotrajna in v dveh letih so otoki prešli v roke Velike Britanije. Angleški gospod, ki je leta 1801 spremljal Abercrombiejevo ekspedicijo v Egipt, je zapisal:

"La Valette ima opero, resnično majhno, a čisto, nepoškodovano. Italija in Sicilija skrbita za zelo primerne vokalne izvajalce in to je zelo prijetna zabava za posadko. Vsak večer jo je obiskalo veliko častnikov ekspedicije in je bila zanje pomemben vir zabave. Cena vstopnice je en šiling." 

V zgodnji britanski dobi se je Teatro Pubblico preimenoval v Teatro Reale, gledališče je bilo razširjeno in preoblikovano v 19. stoletju, predvsem leta 1812, ko je sir George Whitmore dodal današnjo galerijo in proskenij. Dvignil je strop za eno nadstropje in dodal še osem lož, skupaj jih je bilo 67. Whitmore je tudi avditorij spremenil v ovalno obliko, kot jo ima danes. Nadaljnje spremembe so bile izvedene leta 1844, ko je Manoelov scenograf Ercolani prebarval plošče na lesenih ložah in jih pozlatil. Drugi sloj srebra je bil dodan panelom in stropu leta 1906. V tem času je bil Teatro Reale posojen profesionalnim impresarijem, ki so imeli devetmesečne operne sezone. Obiskali so ga številni tuji dostojanstveniki, med njimi sir Walter Scott in kraljica Adelaide, vdova angleškega kralja Viljema IV., ki je med zdravljenjem na Malti obiskala predstave Elisir d'Amore in Gemma di Vergy. Lucia di Lammermoor je bila uprizorjena v čast kraljici vdovi s sopranistko Camillo Darbois. Angleška in italijanska opera ter opereta sta bili najbolj priljubljeni v Teatro Reale v 19. stoletju, vendar pa je malteška javnost posebej podpirala opere Rossinija, Bellinija, Donizettija in Verdija.
Leta 1861 sta Teatro Reale dala vladi v trajen zakup dr. Salvatore Mifsud in Anacleto Conti za letno najemnino 236,15 £ in leta 1862 je bilo gledališče prodano Emmanuelu Scicluni. Kasnejši lastniki so bili Carmelo Arpa, kemik (1889), in družina Gollcher (1906–1907).  Gledališče je leta 1866 zastalo zaradi gradnje nove kraljeve operne hiše na Malti, ki jo je zasnoval Edward Middleton Barry na ulici Strada Reale ob vhodu v Valletto. Gledališče se je začelo uporabljati kot prenočišče za brezdomce in revne državljane, ki so tedensko najeli postelje za nekaj penijev. Leta 1873 je bilo gledališče Teatro Reale uradno preimenovano v Manoelovo gledališče in ponovno oživelo, ko je kraljeva operna hiša pogorela. Leta 1877 je bila operna hiša ponovno odprta in še enkrat je Manoelovo gledališče zamrlo in postalo neuporabljeno. 27. decembra 1922, 6. januarja 1923 in 3. februarja 1923 je bilo prizorišče prvega javnega oddajanja matične državne himne L-Innu Malti. Med drugo svetovno vojno so bile v njem nameščene žrtve stalnega bombardiranja Luftwaffa in italijanskih letalski sil Regia Aeronautica. V začetku 20. stoletja je bilo včasih uporabljeno kot prizorišče karnevalskih plesov in je približno dvajset let delovalo kot filmsko gledališče.
Gledališče je bilo vključeno na seznam starin leta 1925. 

## Danes
Kljub številnim spremembam v preteklih letih ohranja veliko svojih starih arhitekturnih značilnosti, kot so marmorno stopnišče iz belega carrarskega marmorja, lupinaste lože in dunajski lestenci. Dva rezervoarja za vodo pod tlemi ustvarita natančno akustično okolje, tako da se lahko obračanje listov dirigenta jasno sliši. 
Po uničenju kraljeve operne hiše zaradi bombardiranja 7. aprila 1942 si je gledališče leta 1956 prilastila malteška vlada. Njegova nekdanja slava se je hitro vrnila. Odprto je bilo decembra 1960 s predstavo Coppélia britanske plesne družbe Rambert.  V naslednjih letih se je gledališko preddverje povečalo s priključitvijo sosednje Bonnicejeve palače, velike palače iz 18. stoletja, ki je bila nekdaj dom družine Testaferrata Bonnici, vendar pa je 9. januarja 2007 malteško ustavno sodišče preklicalo leta 1958 odrejeno lastništvo in njeno uporabo ter odredilo, da se lastnina vrne prvotnemu lastniku. Zdaj sta tu gledališki bar in restavracija. 
Gledališče je obnavljal odbor za obnovo gledališča.  V prejšnjih poskusih obnove v sedemdesetih letih so bili močno kritizirani zaradi odstranitve balkona in okrepitve starega kamna z novim zidom. Prva faza nove obnove je bila izvedena leta 2003 in je vključevala obnovo poslikav na prednjem delu lož v dvorani. Leta 2004 je avditorij obnovila skupina Sante Guido Restauro e Conservazione di Opere d'Arte, ki je odkrila poslikave, ki omogočajo razumevanje razvoja gledališča.  Druga faza je vključevala čiščenje pozlate. Tretja faza je vključevala obnovo oboka proskenija in lože v njem, medtem ko je bila četrta faza projekt obnove stropa, ki je bil odkrit 3. oktobra 2006.  Obnovo fasade gledališča so potrdili malteški organi za načrtovanje in nadzor dediščine.
Danes je v gledališču veliko predstav v angleškem in malteškem jeziku, oper in glasbenih recitalov (tudi matineje) , pesniških recitalov, dramskih branj in letna božična pantomima malteškega amaterskega dramskega kluba. Velikokrat se predstavijo lokalni nadarjeni igralci, pa tudi mednarodne zvezde, gledališče pa je vir kulture, ki ceni umetnost na Malti. Gledališki glasbeni programi ohranjajo raznovrstnost, vendar je v zadnjih desetletjih glavni poudarek na instrumentalni glasbi. V njem sta tudi trgovina spominkov in gledališki muzej.
Gledališče je na seznamu kulturnih znamenitosti malteških otokov (Fondazzjoni Patrimonju Malti). 

## Pomembni gostje
Številni operni pevci, glasbeniki in skupine so nastopali v njem, med njimi: Boris Christoff, Mirella Freni, Rosanna Carteri, Cecilia Gasdia, Louis Kentner, Flaviano Labò, Dame Moura Lympany, sir Yehudi Menuhin, John Neville, Magda Olivero, Michael Ponti, Katia Ricciarelli, Mstislav Rostropovich, Dame Margaret Rutherford, Steve Hackett, Dame Kiri Te Kanawa in sir Donald Wolfit.[27] 
Družbe, ki redno obiskujejo Manoelovo gledališče, so Nottingham Playhouse, Comédie-Française in Staatsballett Berlin.[27]